# Josep Niebla
Josep Alvarez Niebla, més conegut pel nom artístic de Josep Niebla, (Tetuan, 1945 - Girona, 8 de novembre de 2021) fou un pintor expressionista català.
Va cursar estudis superiors de Belles Arts a Tetuan, que va ampliar a Sevilla, Barcelona i París. L'any 1962 va decidir instal·lar-se a Girona on va participar activament en la vida del país, fins a emplaçar la seva casa-taller en una masia a Casavells, al Baix Empordà. Des que el 1961 va presentar la primera exposició individual al Centro Cultural de Ceuta, ha realitzat gairebé 200 exposicions a Europa, Àsia, Àfrica i Amèrica. El 1975 guanyà el gran premi de la Biennal Internacional de Barcelona. L'any 1982 realitzà una pintura de grans dimensions per encàrrec de l'ajuntament de Platja d'Aro amb lletres de l'alfabet com a motiu pictòric i diversos objectes (fustes, neó, radiografies) a la tela. Ha pintat altres murals de gran format (Sant Feliu de Guíxols, 1984; Buenos Aires, 1987-88 i Barcelona, 1992), i ha realitzat també cartells, gravats, collages i il·lustracions per a llibres de bibliòfil. Ha exposat sovint tant a dins com a fora de l'Estat espanyol, i l'any 1992 tingué lloc a Girona una mostra retrospectiva de la seva obra. Des de la dècada dels 1980 resideix a Casavells, on té el seu estudi i la seva fundació. El 2017 el Museu de Montserrat va organitzar una exposició en homenatge seu.

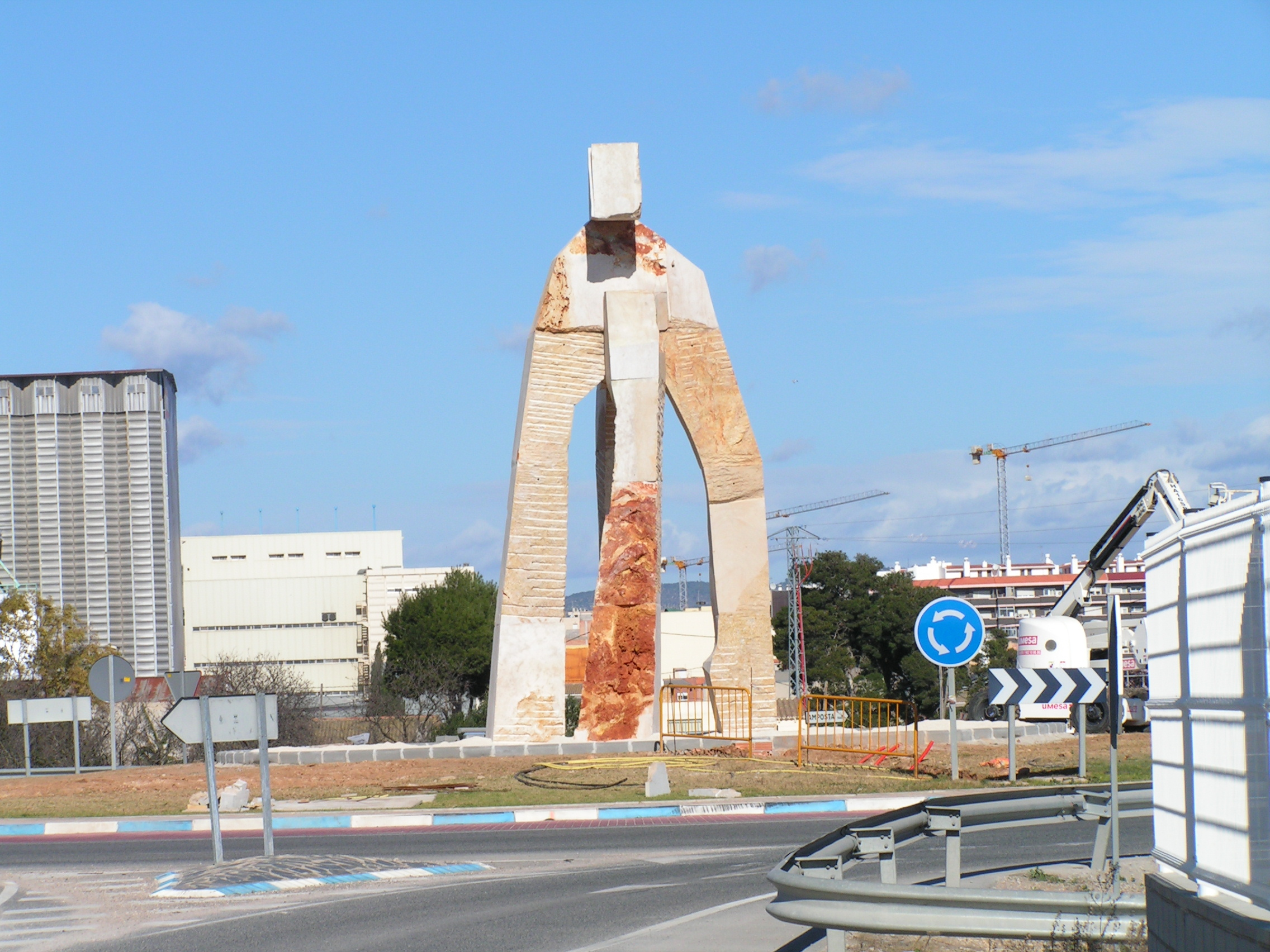
Escultura de Josep Niebla a Amposta
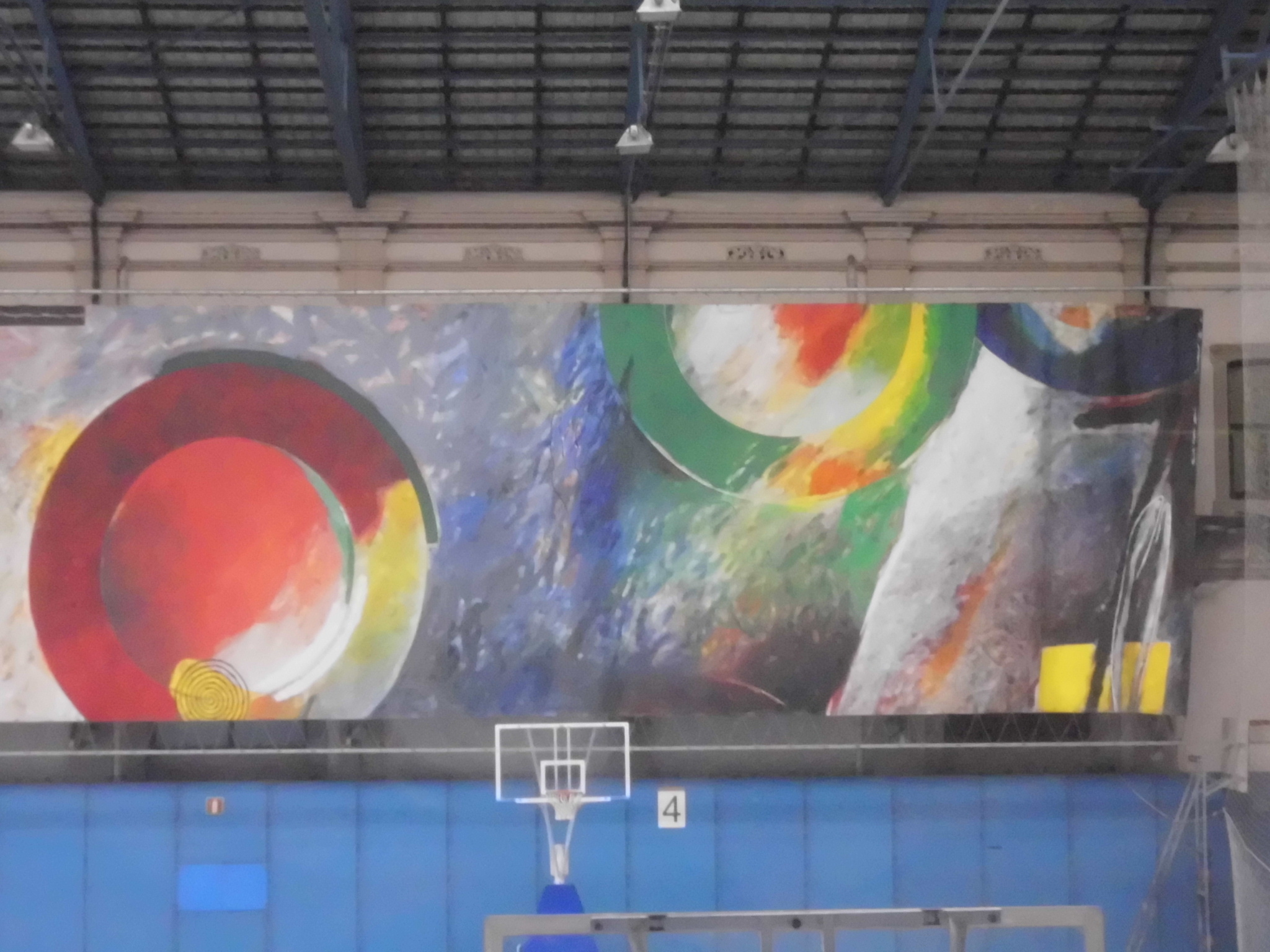
Mural de Josep Niebla a l'interior del recinte esportiu Estació del Nord